# Wu Yu
Wu Yu (født 1995) er en kinesisk bokser .
Hun repræsenterede Kina ved sommer-OL 2024 i Paris, hvor hun vandt guld i fluevægtskategorien.